# 冯毅之
冯毅之（1908年—2002年），原名冯登瀛，字仙舟，笔名峰毅、风一、鲁风等，男，山东益都人，中国诗人，曾任山东省文学艺术工作者联合会副主席。